# Ozineus arietinus
Ozineus arietinus är en skalbaggsart som beskrevs av Bates 1872. Ozineus arietinus ingår i släktet Ozineus och familjen långhorningar.
Artens utbredningsområde är:
- Costa Rica.
- Guatemala.
- Honduras.
- Nicaragua.
- Panama.

Inga underarter finns listade i Catalogue of Life.